# Enciclopèdia Hebraica
L'Enciclopèdia Hebraica,en hebreu האנציקלופדיה העברית és una enciclopèdia en llengua hebrea que va ser publicada a la segona meitat del segle xx.

## Història
Com a precursora hi va haver una Enciclopedia General impresa per Bracha Peli.
La idea d'una enciclopèdia en hebreu més ambiciosa que l'anterior va començar a prendre forma l'estiu de 1944 i es va formar un comitè per a determinar-ne els objectius. La impressió del primer volum coincidí amb la formació de l'Estat d'Israel (1948) i el president honorari del projecte editorial va ser el president d'Israel Chaim Weizmann.
El primer volum abastava les entrades des de l'Aleph (א) fins a Austràlia (אוסטרליה). La primera fotografia que hi va aparèixer va ser la de la declaració de l'establiment de l'estat d'Israel. L'entrada que conclou l'obra (volum 32) és Tishrei (תשרי).

## Característiques
La naturalesa d'aquesta enciclopèdia queda reflectida en el seu subtítol "General, Jueva, i Israeliana." L'enciclopèdia Hebraica cobreix els temes generals però amb un èmfasi jueu-israelià perceptible sobretot en els temes de judaisme jueus i Israel. Així en els articles biogràfics destaca si és el cas el judaisme del biografiat encara que aquesta característica no sigui rellevant en la seva obra (per exemple en el cas de Boris Pasternak), com també l'impacte personal en els jueus. L'article més llarg és el de Theodor Herzl, i la biografia més llarga dels que no són jueus és la de Goethe.
Els articles de països i poblacions destaquen, si s'escau, la història dels jueus que hi vivien especialment els llocs sota el règim nazi. .
Els escriptors de l'enciclopèdia no amaguen el seu nacionalisme jueu i per això no hi ha una entrada pel Regne de Jordània fins a la segona edició de l'obra.